# روز میهن‌پرستان
روز میهن‌پرستان (انگلیسی: Patriots Day) فیلمی در ژانر درام و اکشن به کارگردانی پیتر برگ است که در سال ۲۰۱۶ منتشر شد و بر اساس داستان واقعی از بمب گذاری در دوی ماراتون بوستون  که توسط دو برادر تروریست مسلمان چچنی در روز میهن پرستان بوستون انجام شد، الهام گرفته  است. از سرشناخته ترین بازیگران آن می‌توان به مارک والبرگ اشاره کرد.